# Тур (село)
Тур (укр. Тур) — село в Заболотьевской поселковой общине Ковельского района Волынской области Украины.

## История
После начала Великой Отечественной войны село было оккупировано наступавшими немецкими войсками, в период оккупации местный советский партизанский отряд (командир С. Я. Шковорода, комиссар Т. Глущук) занял село, партизаны сожгли волостное управление и контору лесничества, а также разгромили молочарню, осуществлявшую немецкие продовольственные поставки.
В ходе наступления советских войск весной 1944 года село было освобождено в результате совместной операции 38-й гвардейской стрелковой дивизии РККА и диверсионной группы 8-го батальона Черниговско-Волынского партизанского соединения А. Ф. Фёдорова, насчитывавший 300 солдат венгерский гарнизон отступил, потеряв 72 человек убитыми и 67 пленными, оставив два станковых пулемёта и другое стрелковое оружие.
Население по переписи 2001 года составляло 2264 человека.
До 2020 года входило в Ратновский район.